# T-50
T-50 là xe tăng hạng nhẹ do Liên Xô chế tạo vào đầu Thế chiến thứ hai. Thiết kế của loại xe này có một số tính năng tiên tiến, phức tạp và đắt đỏ. Có tổng cộng 69 xe tăng đã được hoàn thiện.

## Lịch sử
T-50 là xe tăng hạng nhẹ được phát triển vào trước Chiến tranh thế giới thứ hai nhằm hiện đại hoá lực lượng tăng thiết giáp của Hồng quân từ kinh nghiệm của cuộc Nội chiến Tây Ban Nha. Trước năm 1939, hầu hết các xe tăng trong biên chế của Hồng quân đều là phiên bản cải tiến của các loại xe tăng nước ngoài. Ví dụ, loại xe tăng chiếm số lượng nhiều nhất, xe tăng hạng nhẹ T-26, là bản sao của xe tăng Vickers của Anh, với tháp pháo và pháo 45mm do Liên Xô thiết kế. Tuy nhiên, ngay trước và trong chiến tranh thế giới thứ hai, Liên Xô đã phát triển các loại xe tăng hạng nhẹ, hạng trung và hạng nặng mới với thiết kế độc lập. Xe tăng hạng nhẹ T-50 được kỳ vọng sẽ thay thế xe tăng T-26; trước chiến tranh, T-50 được dự định sẽ trở thành loại xe tăng nhiều nhất của Liên Xô, hoạt động cùng với xe tăng trinh sát BT.
Quá trình phát triển T-50 được bắt đầu từ dự án SP (Soprovzhdeniya Pekhoty, 'Hỗ trợ bộ binh') vào năm 1939 tại phòng thiết kế OKMO ở Nhà máy SM Kirov, số 185 ở Leningrad, dưới sự chỉ đạo và đứng đầu bởi L. Troyanov và I. Bushnevov. Mục đích tạo ra một loại xe tăng hạng nhẹ thay thế cho xe tăng T-26 và BT. Các nguyên mẫu ban đầu, được gọi là T-126 và T-127, không được cải tiến nhiều so với dự án T-46-5 đã huỷ bỏ vào đầu năm, nhưng thiết kế T-126 đã được lựa chọn để phát triển thêm. Tuy nhiên, phòng thiết kế đã chịu ảnh hưởng nặng nề sau cuộc Đại thanh trừng, và không thể tiếp tục dự án. Vì vậy nó được chuyển đến Nhà máy KE Voroshilov ở số 174 ở Leningrad vào tháng 5 năm 1940, nơi hai nguyên mẫu từ nhà máy Voroshilovsky và Kirovsky đã được thử nghiệm. 2 chiếc T-50 đầu tiên được hoàn thiện tại Nhà máy số 174 ở Leningrad vào cuối năm 1940. Troyanov hoàn thành thiết kế T-50 vào tháng 1 năm 1941. Sau một vài sửa đổi, tháng 4 năm 1941, chiếc xe tăng đã sẵn sàng để đưa vào sản xuất. Việc sản xuất sau đó đã được ủy quyền, nhưng do trục trặc kỹ thuật nên không thể tiến hành. Khung gầm dựa trên thiết kế của mẫu xe tăng T-40, nhưng có sự khác biệt ở hệ thống treo.
Trong khi đó, một loại xe tăng nhanh thay thế BT đã được phát triển và chế tạo tại Nhà máy Malyshev (KhPZ) ở Ukraine, nó đã vượt quá chương trình thử nghiệm ban đầu, đó là chiếc xe tăng hạng trung T-34, một mẫu xe hiệu quả và kinh tế.
Sau Chiến dịch Barbarossa vào tháng 6, các nhà máy sản xuất xe tăng được lệnh chuyển đến Ural. Một phần của OKMO đã được chuyển đến Chkalov sau tháng 9. T-50 là một thiết kế tốt, nhưng vẫn gặp phải các vấn đề kỹ thuật và vào thời điểm đó việc sản xuất T-50 rất đắt đỏ. Xe tăng hạng nhẹ T-60 đơn giản hơn đã được sản xuất hàng loạt. Tổng cộng 69 xe tăng T-50 đã được chế tạo (chỉ 48 chiếc được trang bị vũ khí), trước khi kết thúc sản xuất vào tháng 1 năm 1942.
Một số thiết kế khác tiếp tục được thực hiện trên một nguyên mẫu, được gọi là T-45 tại Nhà máy số 174 và Nhà máy số 100 Kirovskiy. Nhưng đối mặt với nhu cầu tăng tốc sản xuất T-34, và do không được quân đội quan tâm trên thực địa, dự án đã bị loại bỏ.

## Miêu tả

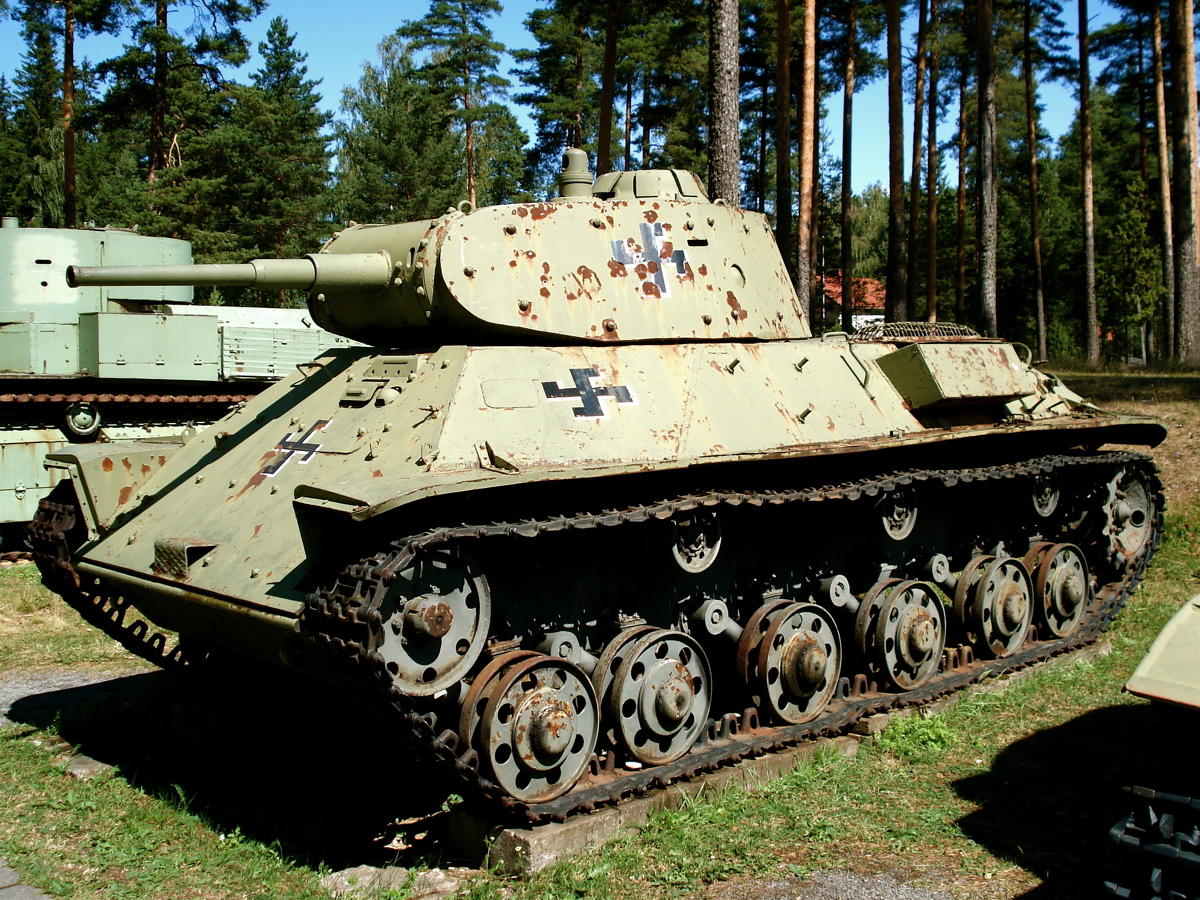
T-50 của Phần Lan.

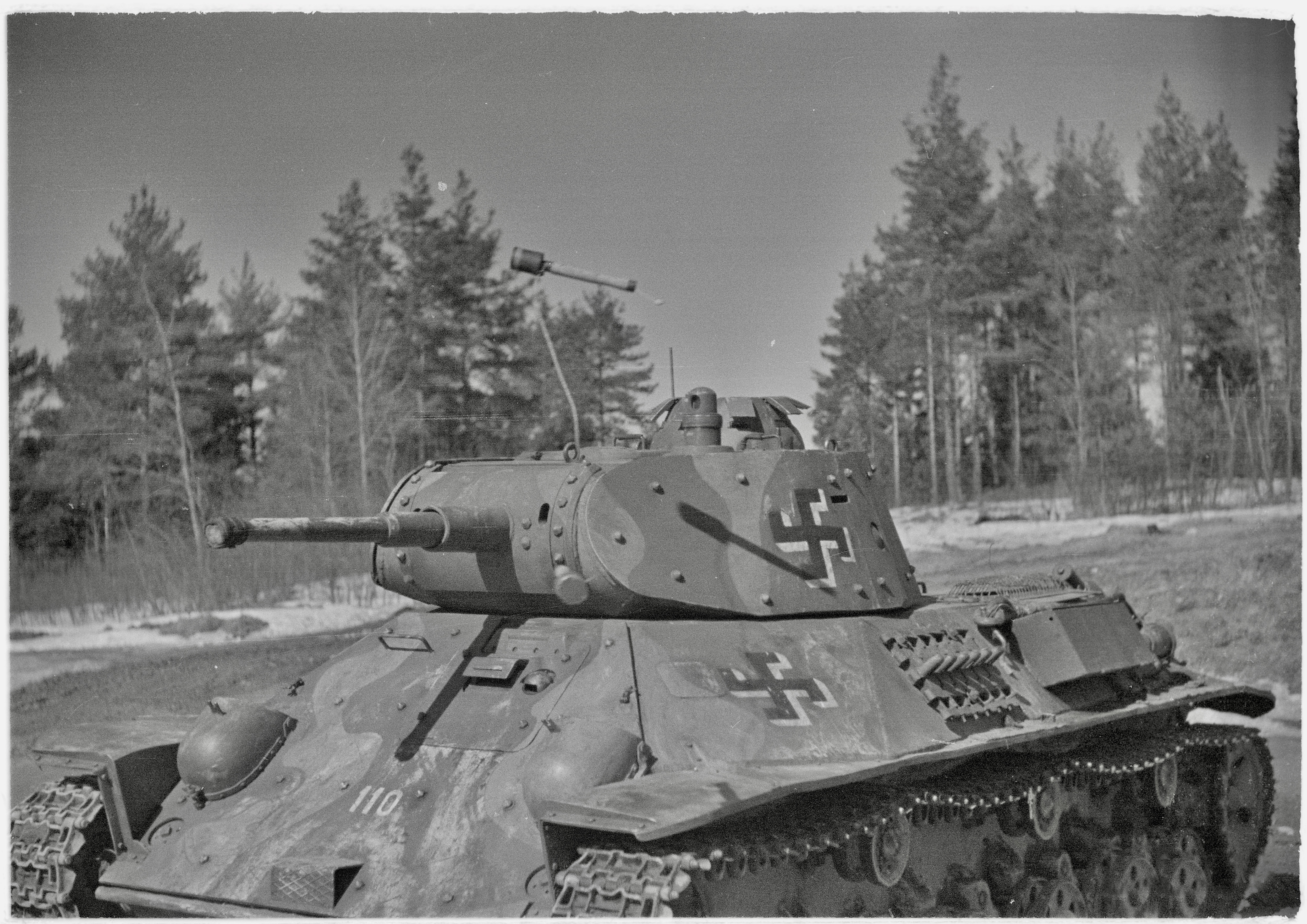
T-50 trong biên chế quân đội Phần Lan, năm 1944.

T-50 là một thiết kế tiên tiến vào thời đó, với hệ thống treo thanh xoắn, động cơ diesel (phổ biến với tất cả các loại xe tăng mới của Liên Xô) và lớp giáp được hàn với độ dốc rất tốt. Một đặc điểm đáng chú ý là vòm quan sát của chỉ huy - một thiết kế không xuất hiện trên các xe tăng Liên Xô khác cho đến năm 1942, thay vào đó nó được trang bị kính tiềm vọng toàn cảnh. Một điểm khác biệt so với các xe tăng hạng nhẹ của Liên Xô trước đây nằm ở tháp pháo 3 người giống, như thiết kế của các xe tăng hạng trung và hạng nặng như T-28, T-35 và KV-1. Ngoài ra, T-50 còn được trang bị radio, một tính năng chỉ có trên xe chỉ huy của các xe tăng hạng nhẹ trước đó.
Tuy nhiên, T-50 gặp vấn đề với động cơ diesel 6 mới, được phát triển riêng cho loại xe tăng này, không giống như những chiếc AFV hạng nhẹ khác của Liên Xô, vốn sử dụng động cơ xe tải tiêu chuẩn (Xe tăng hạng nhẹ T-60, T-70 và pháo tự hành SU-76 sử dụng động cơ xe tải GAZ). Động cơ xe tăng chuyên dụng đắt hơn, được dành cho các loại xe có hiệu suất cao hơn như xe tăng BT-7 với độ cơ động, xe tăng hạng trung T-34, xe tăng KV-1, xe tăng hạng nặng IS-2... Động cơ V-4 không đạt chuẩn và không thể khắc phục các sai sót trong thiết kế. Do gặp vấn đề về động cơ và chi phí sản xuất đã khiến T-50 không được đưa vào sản xuất hàng loạt.

## Biến thể
Có hai biến thể: một biến thể cơ bản và một biến thể bọc thép. Ngay trước khi Đức xâm lược Liên Xô, nhiều xe tăng Liên Xô đã được gia cố lớp giáp bằng các tấm thép bổ sung được hàn hoặc bắt vít. Một số xe tăng hạng nặng Kliment Voroshilov, xe tăng hạng trung T-28 và xe tăng hạng nhẹ T-26 đã được trang bị giáp bổ sung. Một vài chiếc T-50 cũng được trang bị loại giáp bổ sung này. Biến thể bọc thép này có thể được nhận biết bởi các đầu bu lông giữ lớp giáp được thêm vào hai bên tháp pháo và mặt trước thân xe. Nếu so sánh, T-50 bình thường không có các vít bắt này. T-50 được trang bị lớp thép dày 57 chiếc mm.

## Tham chiến

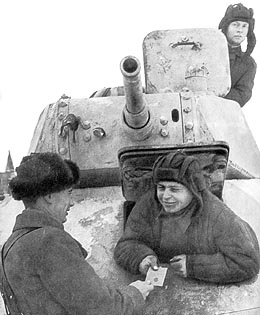
Lính tăng Liên Xô trên chiếc xe tăng T-50.

Một số ít T-50 hiện có đã được triển khai ở mặt trận Leningrad. Rất ít tư liệu hình ảnh còn sót lại và không có nhiều thông tin về thành tích chiến đấu. Một chiếc T-50 được trang bị vũ khí đã bị quân Phần Lan bắt giữ và được họ sử dụng vào năm 1944. Chiếc xe này đã sống sót sau chiến tranh và hiện đang được trưng bày ở Phần Lan.
Hầu hết các xe tăng hạng nhẹ được sản xuất trong giai đoạn 1941–1943 bao gồm các xe tăng hạng nhẹ T-60 và T-70 kém tiên tiến hơn. Đến năm 1943, vai trò xe tăng hạng nhẹ được coi là lỗi thời, và pháo tự hành SU-76 đảm nhận vai trò hỗ trợ bộ binh hạng nhẹ. Xe tăng hạng nhẹ trong các trung đoàn xe tăng được thay thế bằng xe tăng hạng trung T-34. Vai trò liên lạc và trinh sát của xe tăng hạng nhẹ do xe bọc thép đảm nhận.
27 xe tăng T-50, cả từ các nhà máy Leningrad và Chkalovsky, được đưa vào tiểu đoàn xe tăng 488 được triển khai tới Transcaucasian. Tháng 10 năm 1942 - tháng 1 năm 1943, tiểu đoàn tham gia các trận đánh ở Bắc Kavkaz. Đến ngày 1 tháng 2 năm 1943, tiểu đoàn không còn xe tăng nào hoạt động và nhanh chóng được tái tổ chức.

## Biến thể
- T-50-2 - một nguyên mẫu của nhà máy Kirov, khác với nguyên mẫu của Nhà máy số 174 với hình dạng thân xe thay đổi. Một chiếc xe tăng đã được chế tạo và tham gia các trận chiến gần Leningrad.
- T-126 (SP) - phiên bản đầu tiên của xe tăng T-50 với lớp giáp dày hơn. Hai chiếc được chế tạo với độ dày lớp giáp là 45 và 37 mm.

## Bảo quản
Ngày nay, ít nhất hai chiếc T-50 còn sống sót. Một chiếc ở bảo tàng xe tăng Phần Lan ở Parola. Đây là thiết kế sau này với lớp giáp bổ sung được bắt vít. Maxim Kolomyets đã viết trong cuốn sách của mình về T-50 (T-50. Xe tăng Luchshiy legkiy Velikoy Otechestvennoy), lớp giáp bổ sung này do xưởng sửa chữa Phần Lan bổ sung. Một chiếc T-50 tiêu chuẩn đang được trưng bày tại Bảo tàng Xe tăng Kubinka, bên ngoài Moscow cùng với biến thể T-126 (SP).